# 蘭道夫 (明尼蘇達州)
蘭道夫（英語：Randolph）是一個位於美國明尼蘇達州達科他縣的城市。

## 人口
根據2020年美國人口普查的數據，蘭道夫的面積為2.54平方千米，當中陸地面積為2.47平方千米，而水域面積為0.07平方千米。當地共有人口466人，而人口密度為每平方千米183人。